# کارما، شهرستان ساره
کارما (آلمانی: Karmel) روستایی در دهستان سارما، شهرستان ساره، در جزیره سارما، استونی است.
این روستا در سال ۲۰۲۰ میلادی ۸۲ نفر جمعیت داشته‌است.